# Johann Leberecht Ehregott Punschel
Johann Leberecht Ehregott Punschel (* 3. Oktober 1778 in Ehrenfriedersdorf; † 20. März 1849 in Liezēre, heute Bezirk Madona (deutsch Lösern)) war ein lettischer lutherischer Geistlicher deutscher Abstammung.

## Leben und Wirken
Johann Leberecht Ehregott Punschel war ein Sohn des Grubenschichtmeisters Karl Friedrich Punschel. Punschels Schulkamerad Christian Traugott Adling (1779–1856) schrieb einen Aufsatz über ihn und nannte ihn dort den besten Schüler der Schule. 1798 machte er seinen Abschluss an der Leipziger Thomasschule und studierte im Jahr 1801 Theologie an der Universität Leipzig. Anschließend ging er nach Livland und arbeitete dort zuerst als Hauslehrer, später als Schulleiter in Drabeši (Drobbusch). Von 1816 bis zu seinem Tod war er Pfarrer in Liezēre, ab 1838 zugleich Konsistorialrat.
1825 leitete Punschel eine Reform des Gesangs ein. Er wollte in den Kirchen den einfachen, schnörkellosen und rein einstimmigen Choralgesang verankern, und überall sollten die gleichen Weisen auf die gleiche Weise gesungen werden. Punschels wichtigstes Verdienst ist die Herausgabe eines einheitlichen Chorbuches, das in allen lutherischen Gemeinden und Schulen der baltischen Länder gleichermaßen verwendet werden konnte. Die Erstausgabe des Chorbuches erschien 1839 beim Verlag Breitkopf & Härtel in Leipzig. Insgesamt gab es 16 Auflagen – zuletzt 1935. Im schreibt Toomas Siitan: Da in Estland erst am 1. Advent 1991 ein neues Gesangbuch mit Melodien eingeführt wurde, war Punschels Choralbuch dort anderthalb Jahrhunderte offiziell im Gebrauch.